# Фјумичело (Потенца)
Фјумичело (итал. Fiumicello) је насеље у Италији у округу Потенца, региону Базиликата.
Према процени из 2011. у насељу је живело 155 становника. Насеље се налази на надморској висини од 264 м.